# کیهان کاریکاتور
 کیهان کاریکاتور عنوان ماه‌نامه‌ای است که زیر نظر موسسه کیهان منتشر می‌شود.این نشریه ابتدا قرار بود با عنوان کاسنی در حوزه هنری منتشر شود اما به دلایلی این اتفاق نیفتاد. پیشنهاد انتشار این نشریه توسط محمدحسین نیرومند و مسعودشجاعی به موسسه کیهان داده شد و با حمایت عباس سلیمی نمین و موافقت آقای اصغری مدیر وقت موسسه کیهان با عنوان کیهان کاریکاتور در زمستان سال ۷۱ منتشر شد و سال ۸۲ انتشار آن متوقف شد.
مدیر مسول این نشریه ابتدا سلیمی نمین سپس نیرومند و سرانجام شجاعی طباطبائی بود.